# Barchín del Hoyo
Barchín del Hoyo é um município da Espanha, na província de Cuenca, comunidade autônoma de Castela-Mancha. Tem 65,25 km² de área e em 2021 tinha 94 habitantes (densidade: 1,4 hab./km²). Limita com os municípios de Buenache de Alarcón, Chumillas, Gabaldón, Olmedilla de Alarcón, Piqueras del Castillo, Solera de Gabaldón e Valverdejo.